# Domsheide

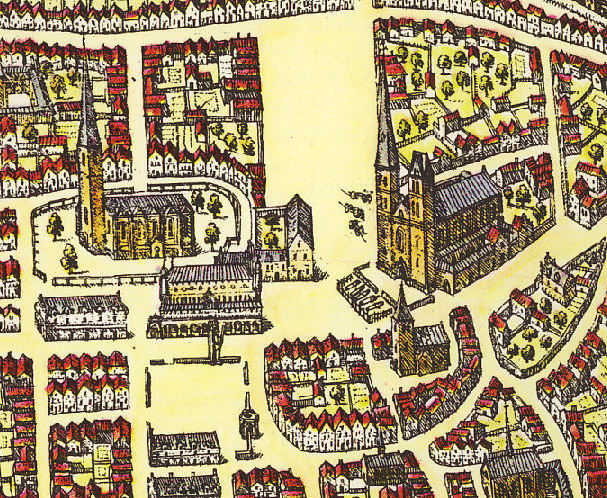
1589: Ausschnitt vom Kupferstich von Frans Hogenberg
rechts: Domsheide
Oben/Mitte: Domshof mit Dom
Unten/Links: Marktplatz mit Rathaus
über dem Markt: Liebfrauenkirche

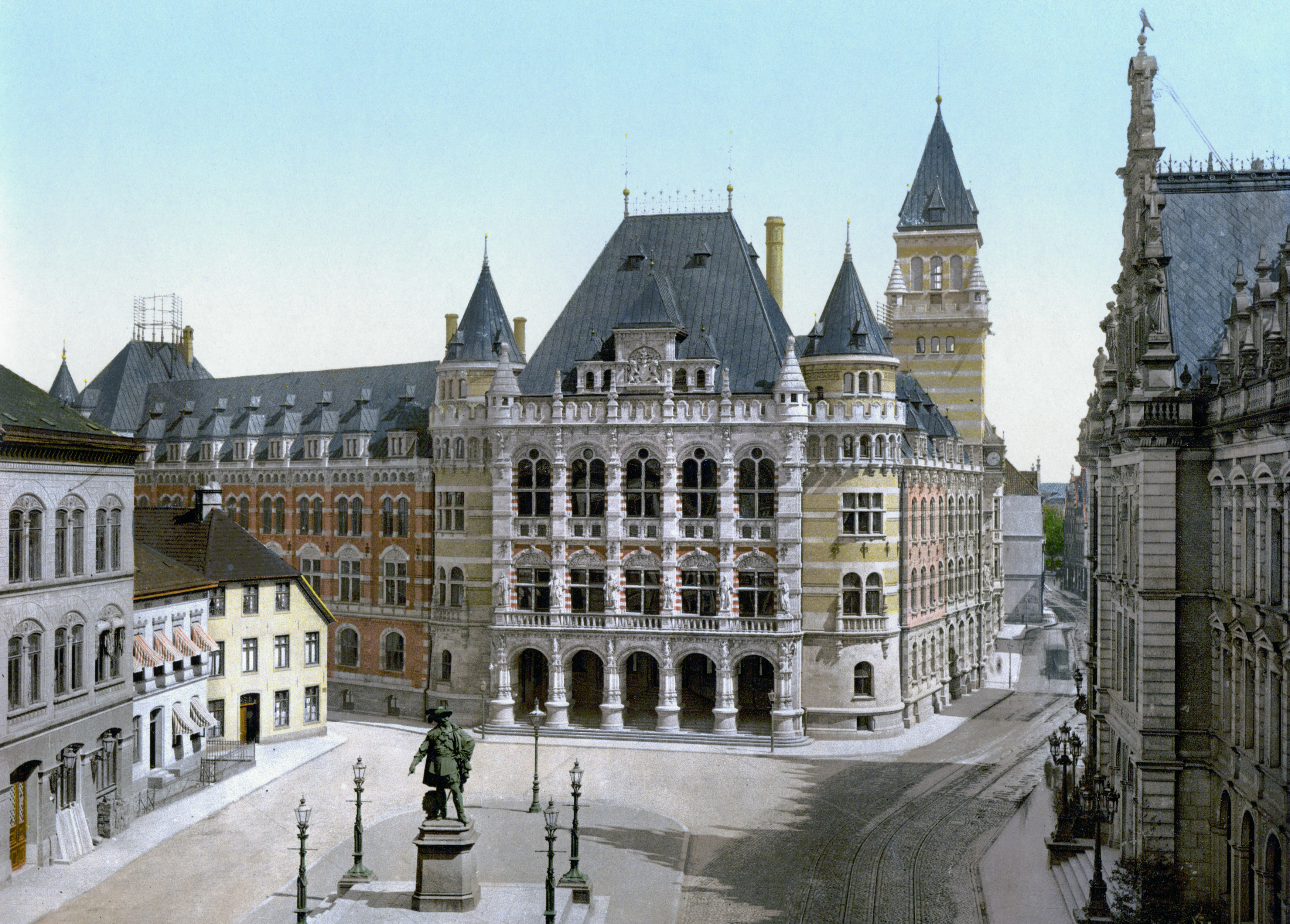
Gerichtshaus 1900

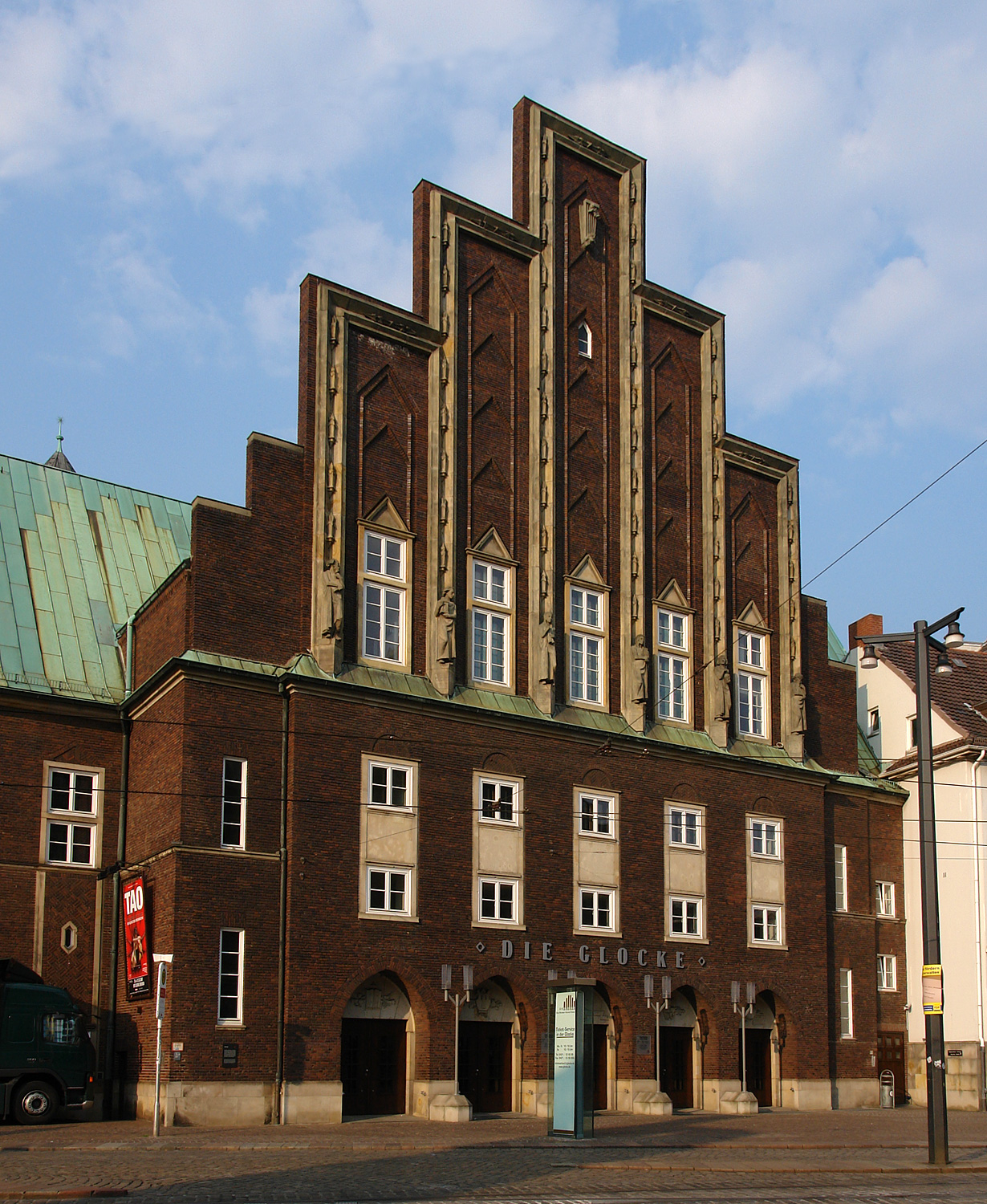
Die Glocke

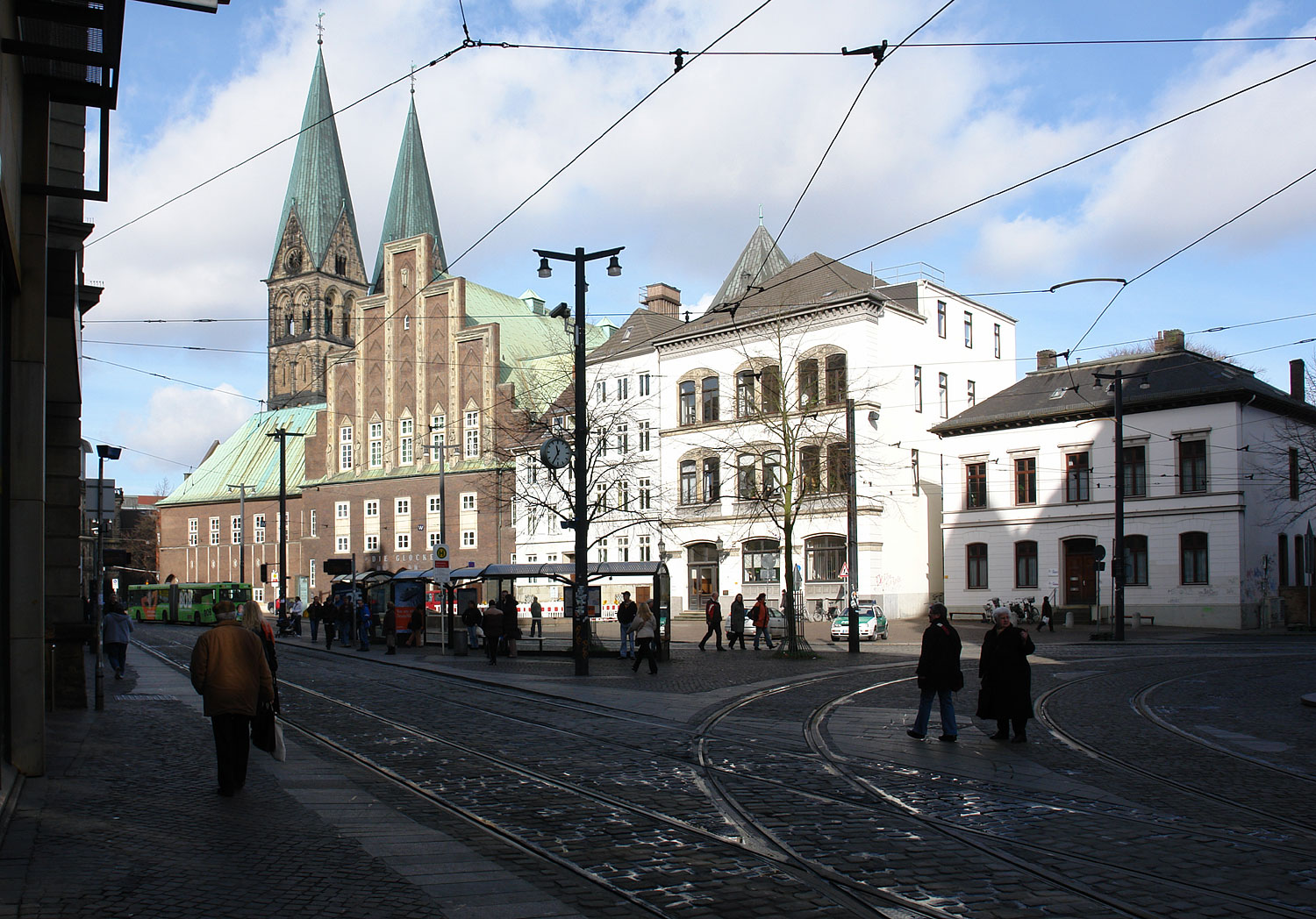
Die Glocke und der Dom

Das lutherische Athenäum und lateinische Domschule und ab 1817 Gelehrtenschule am Domshof

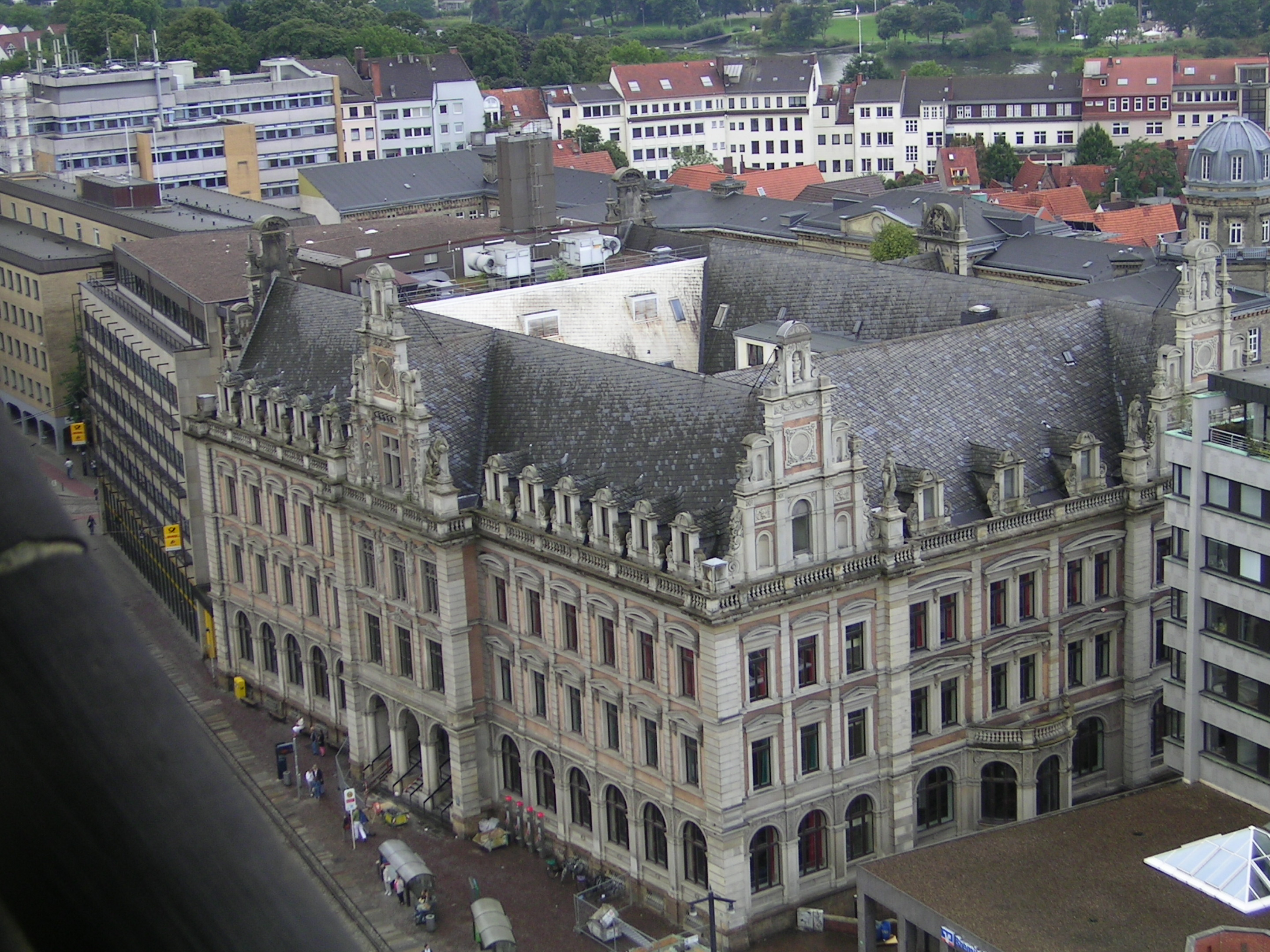
Domsheide: Hauptpostamt 1, rechts die Volksbank

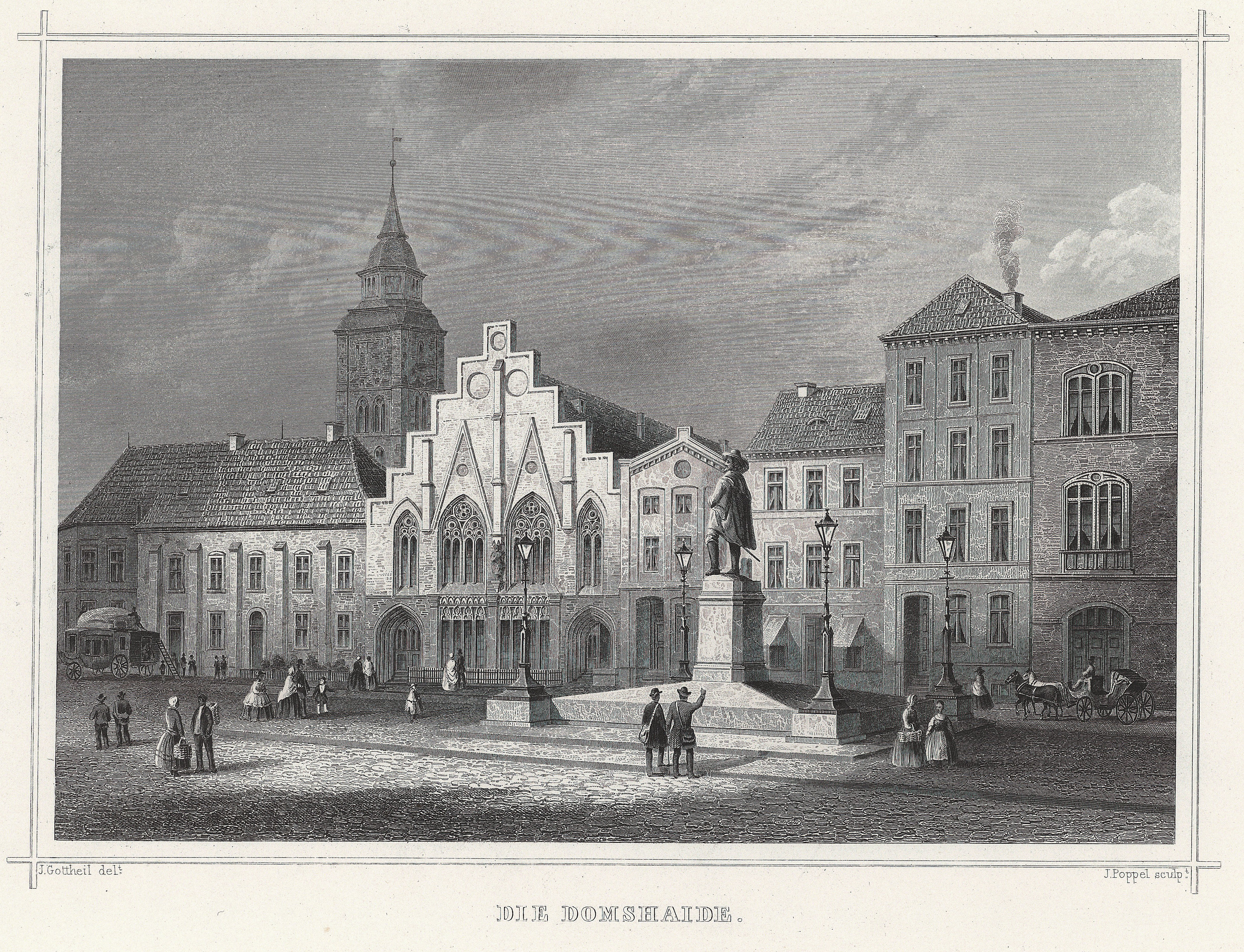
Die Domsheide im 19. Jahrhundert

Die Domsheide ist ein Platz in Bremen, der zu den drei wichtigsten Verkehrsknotenpunkten des öffentlichen Verkehrsnetzes gehört. Fast alle Straßenbahnen und zwei wichtige Buslinien kreuzen den Platz.
Er liegt östlich neben dem Bremer Marktplatz und südlich vom Bremer Dom. Von ihm gehen die Ostertorstraße,  Dechanatstraße,  Balgebrückstraße und die Violenstraße ab. Der Schnoor und die Johanneskirche schließen im Süden an die Domsheide.
Anliegerbauten sind u. a. das Hauptpostamt 1, das Gerichtsgebäude, der Dombezirk mit der Glocke, das Börsennebengebäude und die Volksbank. Die Gestaltung der Domsheide ist relativ uneinheitlich, geprägt durch die Materialien Sandstein  und dunklen roten Backstein, roten Klinker (u. a. Glocke), gelben Klinker, Putz, Beton, Marmor und den hellroten Turm für die Straßenbahn.

## Geschichte

### Mittelalter und Reformation
Im Mittelalter lag südlich des Doms eine freie Fläche, die als Wulverickesheide bezeichnet wurde. Die Heide war ein unbebautes Land und Wulverick war wahrscheinlich der Name des Eigentümers. Später wurde das Gebiet dann nur noch als Heide und seit dem 16. Jahrhundert schließlich als Domsheide bezeichnet, da im Mittelalter der Erzbischof unter einer Linde hier sein Gericht abhielt.
Die Domsheide gehörte zum Dombezirk, der auch als Domimmunität oder Domfreiheit bezeichnet wurde und als Enklave vom 10. Jahrhundert bis 1803 hoheitlich und rechtlich zum Bistum Bremen gehörte, also nicht dem Rat der Stadt Bremen unterstand. Der kleine Dombezirk wurde anfänglich als Domburg durch eine Mauer getrennt, die im 11. Jahrhundert abgerissen wurde. Danach war der Dom, Teile der Domsheide und des Domshofs baulich nicht mehr vom Rest der durch die gemeinsame Bremer Stadtmauer umfassten Stadt abgegrenzt.
Glocke: Südlich des Doms befand sich im Mittelalter ein achteckiges Gebäude des Domkapitels, das wegen seiner turmartigen Form den Namen Die Glocke erhielt. Hier fanden die Beratungen des Domkapitels und seit 1648 die Hofgerichtsversammlungen statt. 1737 wurde wieder in der Form eines Oktogons ein Neubau erstellt, der 1803 bremisch wurde. Seit 1857 gehört die Glocke dem Künstlerverein.
Kapitelhaus der Domgemeinde: 1642 war im Kapitelhaus südlich des Doms das Athenäum, als lutherische Latein- oder Domschule und Athenaeum Bremen sowie 1817 die Gelehrtenschule, untergebracht.

### Der Eschenhof
Der Eschenhof – heute Hauptpost – war zunächst Sitz der Domkurie, vertreten durch den Domdekan. Der letzte Domdekan Jodocus Schulte wohnte hier bis 1649. Der Dombereich wurde 1648 schwedisch. Königin Christine von Schweden schenkte das Haus ihrem Günstling, dem Staatssekretär Anders Gyldenklou. Danach war der Eschenhof die Residenz für das Schweden zugehörige Herzogtum Bremen. Von 1653 bis 1656 residierte hier dessen Präsident Alexander Erskein und das Gebäude wurde nach ihm benannt (Esken=Eschen). Seine Erben wohnten weiterhin hier. 1681 kam das Gebäude dann wieder an die schwedische Krone und war zeitweise Sitz des kaiserlichen Residenten. Der Eschenhof fiel durch den Reichsdeputationshauptschluss 1803 an Bremen. Von 1810 bis 1813 war er der Sitz des französischen Präfekten für das Departement der Wesermündungen Philipp Karl Graf von Arberg. Seit 1819 war in dem Gebäude die Hauptschule untergebracht. 1875 wurde das Haus zugunsten eines Neubaus für die Post abgerissen.

### Neuere Zeit
1733 wurde das Gelände eingeebnet, eingezäunt und bepflanzt.
Erst am Anfang des 19. Jh. wird mit einer den Platz umschließenden Bebauung begonnen. Mitten auf dem Platz stand seit 1856 das eigentlich für Göteborg bestimmte Gustav-Adolf-Denkmal, das 1942 der „Metallspende“ für die Rüstungsindustrie zum Opfer fiel. Ein Zweitguss dieses Denkmals steht in Göteborg, eine Nachbildung in Tartu (Estland).
Die Debbersche Knaben-Vorschule stand bis 1872 an der Domsheide Nr. 15; hier ist heute auch das Grundstück des Hauptpostamtes.
Bereits 1806 befand sich an der Domsheide ein Postamt, kurzfristig bis 1813 auch das Zentralpostamt. Von 1875 bis 1878 wurde an der Stelle des Eschenhofs und der Schule die neue Kaiserliche Oberpostdirektion Bremen (Hauptpostamt 1) nach Plänen des Berliner Architekten Carl Schwatlo errichtet.
1854 fand auf dem Platz mit Buden und Fahrgeschäften der Bremer Freimarkt statt.
Von 1891 bis 1895 wurde das von dem Oldenburger Architekten Ludwig Klingenberg entworfene, historisierende Gerichtshaus für das Landgericht Bremen erbaut. Es wurde 1944 nur leicht beschädigt.
Nach einem Brand von 1915 erfolgte 1928 der Abriss der alten Glocke. Es entstand nach Plänen von Walter Görig das neue Gebäude.
Im Jahre 1960 wurde die Balgebrückstraße verbreitert, von ihrem früheren Endpunkt Wachtstraße bis zur Domsheide verlängert und hier zunächst zum Großteil als Parkplatz genutzt. Seit 1965 fahren auf diesem Weg die Straßenbahnen von und zur Großen Weserbrücke über Domsheide, die Hauptumsteigestelle der Bremer Straßenbahn wurde vom Marktplatz hierher verlegt.
Die Bremer Straßenbahnunruhen 1968 fanden auf dem Platz vom 15. bis zum 22. Januar statt. Sie richteten sich vordergründig gegen die Fahrpreiserhöhungen.
1960/63 wurde die von Carsten Schröck entworfene Volksbank gebaut. Die Bank hat 2011 den Abriss beschlossen.  Der Platz wird in den 1980er Jahren nach Entwürfen der Landschaftsarchitektin Marlene Zlonicky aus Essen gründlich umgestaltet. Die Straßenbahn fährt nunmehr durch die Violenstraße. Ein kleiner rotsteiniger Verkehrsüberwachungsturm nach Vorentwurf von Per Kirkeby, steht seit 1988 auf der Südseite des Platzes.

## Gebäude, Denkmale
Folgende Gebäude stehen unter Bremischen Denkmalschutz. Denkmalschutz:
Dominsel
- Am Dom 5a: , Geschäfts- und Bürohaus von Heinrich Müller, 1861–1864[7]
- Domsheide 2: Pfarrhaus der Domgemeinde von 1845[8]
- Domsheide 3: Haus Kulenkampff von 1848, früher Johannisloge „Zum Oelzweig“, früher Sitz der Firma Gebrüder Kulenkampff[9]
- Domsheide 4: Geschäftshaus[10]
- Domsheide 5: Geschäftshaus[11]
- Domsheide 6 bis 8: Die Glocke, Kapitelhaus, Konzerthaus, Gaststätte von 1928[12]
- St. Petri-Dom am Domshof[13]
- Bismarck-Denkmal, Reiterstandbild Otto von Bismarck[14]
- Turmbläserbrunnen[15]

- Küsterhaus der Domgemeinde, Am Dom 2[16]
- Gemeindehaus der Domgemeinde, Sandstraße 10–12[17]
- Predigerhäuser der Domgemeinde, Sandstraße 13/14[18]

Sowie nicht Teil des Ensembles Dominsel:
- Domsheide 15: Hauptpostamt 1 von 1879[19]
- Domsheide 16: Gerichtsgebäude und Untersuchungsgefängnis von 1895 bzw. 1906[20]
- Verkehrsturm Domsheide von 1988[21]